# Lijst van spelers van FC Basel
Deze lijst omvat voetballers die bij de Zwitserse voetbalclub FC Basel spelen of gespeeld hebben. De namen van de spelers zijn alfabetisch gerangschikt.

## A
- Abedi
- David Abraham
- Endogan Adili
- Beat Aebi
- Aeppli
- Adonis Ajeti
- Albian Ajeti
- Arlind Ajeti
- Manuel Akanji
- Christian Albicker
- Christian Albiker
- Fritz Albiker
- Pascal Albrecht
- Naser Aliji
- Federico Almerares
- Michael Amacher
- Zeki Amdouni
- Martin Andermatt
- Erich Andres
- Stephan Andrist
- Antônio da Silva
- Marco Aratore
- Musa Araz
- Armando Ardizzola
- Enrico Ardizzola
- Emil Arlt
- Mariano Armentano
- Josef Artimovics
- Çağdaş Atan
- Thimothée Atouba
- Yao Aziawonou

## B
- Papa Malick Ba
- René Bader
- Éder Balanta
- Robert Baldinger
- Walter Balmer
- Walter Bannwart
- Sébastien Barberis
- Matthias Baron
- Eduard Bauer
- Olivier Bauer
- Patrik Baumann
- Rolf Baumann
- Walter Baumann
- Philipp Baumberger
- Peter Baumgartner
- Reto Baumgartner
- Leo Baumgratz
- Helmut Benthaus
- Ørjan Berg
- Jan Berger
- Winfried Berkemeier
- Henri Bernard
- Peter Bernauer
- Bruno Berner
- Brian Bertelsen
- Kurt Bertsch
- Karl Bielser
- Walter Bielser
- Hans Billeter
- Andreas Bischof
- Birkir Bjarnason
- Hansruedi Blatter
- Rolf Blättler
- Emil Blattmann
- Heinz Blumer
- Paul Blumer
- Raúl Bobadilla
- Jean-Paul Boëtius
- Fritz Bölle
- Werner Bopp
- Livio Bordoli
- Vlastimil Borecky
- Gustav Borer
- Roger Bossert
- Max Bosshard
- René Botteron
- Loan Boumelaha
- Olivier Boumelaha
- Mourad Bounoua
- Peter Brendle
- Henri Brinks
- Remo Brügger
- Kevin Bua
- Fritz Bucco
- Rolf Bucher
- Robert Büchi
- Delron Buckley
- Remo Buess
- Roman Buess
- Rudolf Burger
- Jakob Bürgin
- Franz Burgmeier
- Hugo Burkhardt
- Gustav Burnier I
- Andre Burnier II
- René Burri
- Stefan Bützer

## C
- Walter Caccia
- Felipe Caicedo
- Luis Calapes
- Davide Callà
- Arxhend Cani
- Mario Cantaluppi
- Oswald Capra
- César Carignano
- Carlitos
- Massimo Ceccaroni
- Stefano Ceccaroni
- Giulio Cederna
- Frédéric Chassot
- Bernard Chenaux
- Scott Chipperfield
- Josef Chloupek
- Silvio Cinguetti
- Josip Colina
- Massimo Colomba
- Silvan Corbat
- Césare Cosenza
- Franco Costanzo
- Dario Crava
- Philippe Cravero
- Louis Crayton
- Romain Crevoisier
- Cristiano
- Teófilo Cubillas
- André Cueni
- Eray Cümart

## D
- Pasquale D'Ambrosio
- Antonio Danani
- Rudolf de Kalbermatten
- Werner Decker
- David Degen
- Philipp Degen
- Matías Delgado
- Otto Demarmels
- Roland Denicola
- Eren Derdiyok
- Sergey Derkach
- Marcelo Díaz
- Serey Dié
- Heinrich Diethelm
- Walter Dietrich
- Paul Dietz
- Theodoros Disseris
- Uwe Dittus
- Daniel Dobrovoljski
- Yassine Douimi
- Seydou Doumbia
- Aleksandar Dragović
- Uwe Dreher
- Jules Düblin
- Maurice Dubosson
- Simon Dünki
- Mart van Duren
- Grégory Duruz
- Serge Duvernois
- Damir Džombić
- Miodrag Đurđević

## E
- Thierry Ebe
- Alexander Ebner
- Eduardo
- Frank Eggeling
- Walter Eichenberger
- Mohamed Elneny
- Heinz Elsässer
- Mohamed Elyounoussi
- Breel Embolo
- Alfred Enderlin
- Manfred Enderlin
- Enrique Mata
- Gilbert Epars
- Ivan Ergić
- Antonio Esposito
- Lucio Esposito

## F
- Fabinho
- Arthur Pius Fahr
- Adrian Falub
- Germano Fanciulli
- Louis Favre
- Beat Feigenwinter
- Beg Ferati
- Horst Fischer
- Paul Fischli
- Hansrüdi Fitze
- Hugo Flubacher
- Franco Foda
- Jean-Pierre François
- Alexander Fransson
- Alexander Frei
- Fabian Frei
- Adolf Frey
- Benedikt Frey
- Mario Frick
- Roberto Frigerio
- Wilfried Fritz
- Hanspeter Füri
- Markus Füri

## G
- Omar Gaber
- Bruno Gabrieli
- Serge Gaisser
- Max Galler
- Marcello Gamberini
- Hans Gamper
- Shkëlzen Gashi
- Ernst Gass
- Bruno Gatti
- Maurizio Gaudino
- Willy Geiser
- Walter Geisser
- Marcos Gelabert
- Jules Gerard
- Fabio Ghisoni
- Gaetano Giallanza
- Didier Gigon
- Raymond Gillieron
- Christian Giménez
- Jurgen Gjasula
- Roger Glanzmann
- Max Gloor
- Luiz Goncalo
- Michael Gonçalves
- Derlis González
- Rudolf Gossweiler
- Vittorio Gottardi
- Archibald Gough
- Bruno Graf
- Ernst Grauer
- Fritz Greder
- Hans Greiner
- Erich Grether
- Simon Grether
- Erhard Grieder
- Simone Grippo
- Fredy Grossenbacher
- Thomas Grüter
- Francisco Guerrero
- Çetin Güner
- Urs Güntensperger
- Hans-Rüdi Günthardt
- Rudolf Gürtler
- Jean-Louis Gygax

## H
- Bernt Haas
- Eugen Haas
- Thomas Häberli
- Otto Haftl
- Martin Hägele
- Daniel Hagenbuch
- Rudolf Hägler
- Ahmed Hamoudi
- Roman Hangartner
- Bruno Hänni
- Alfred Hartmann
- Fritz Hartmann
- Jürgen Hartmann
- Emil Hasler
- René Hasler
- Yannick Hasler
- Albert Haug
- Helmuth Hauser
- Thomas Hauser
- Gottfried Havlicek
- René Hebinger
- Maximilian Heidenreich
- Alfred Heidig
- Georg Heimann
- Jürgen Heinrichs
- Fabrice Henry
- Dominique Herr
- Hansruedi Herr
- Philippe Hertig
- Marcel Herzog
- Heinrich Hess
- Jörg Heuting
- August Hiss
- Ottmar Hitzfeld
- Markus Hodel
- Ronny Hodel
- Paul Hofer
- Daniel Høegh
- Klaus Huber
- Stefan Huber
- Arnold Huerzeler
- Ernst Hufschmid
- Daniel Hug
- Benjamin Huggel
- Hans Hügi
- Josef Hügi
- Emil Hummel
- Nicolas Hunziker
- Robin Huser

## I
- August Ibach
- Karl Ibach
- Kurt Imhof
- Samuel Inkoom
- Ertan Irizik
- Cedric Itten
- Ivan Ivanov

## J
- Fernand Jaccard
- Alfred Jaeck
- Rene Jaeck
- Cedric Jakob
- Marc Janko
- René Jecker
- Martin Jeitziner
- Adrian Jenzer
- Willy Jermann
- Darko Jevtić
- Hans Jordi
- Manfred Jungk
- Jørgen Juve

## K
- Yoichiro Kakitani
- Ernst Kaltenbach
- Janick Kamber
- Robin Kamber
- Jakob Känzig
- Rüdi Kappenberger
- Thomas Karrer
- Percy Kaufmann
- Micheil Kavelasjvili
- Fredy Kehrli
- Raphaël Kehrli
- Nicolas Keller
- Rolf Keller
- Guido Kiefer
- Josef Kiefer
- Leopold Kielholz
- Ernst Kiepfer
- Werner Kirchhofer
- Oliver Klaus
- Ernst Klauser
- René Klauser
- Kléber
- Ivan Knez
- Adrian Knup
- Rudolf Knup
- Spitz Kohn
- Robert Kok
- Oumar Kondé
- Miroslav König
- János Konrád
- George Koumantarakis
- Radoslav Kováč
- Fernando Kranichfeldt
- Andreas Kränzlin
- Oliver Kreuzer
- Otto Krieg
- Karl Kröpfli
- Axel Kruse
- Otto Kuhn
- Baykal Kulaksızoğlu
- Hans Küng
- Marcel Kunz
- Marc Küpfer
- Kusunga
- Dereck Kutesa
- Josef Küttel
- Zdravko Kuzmanović

## L
- Jean-Pierre La Placa
- André Ladner
- Rudolf Landerer
- Michael Lang
- Eduard Laubi
- Jean-Paul Laufenburger
- Rolf Lauper
- Detlev Lauscher
- Francois Laydu
- Dominik Leder
- Maxime Lehmann
- Dirk Lellek
- Jayson Leutwiler
- Abraham Levy
- Markus Lichtsteiner
- Patrick Liniger
- Bruno Locher
- Walter Löffel
- Vratislav Lokvenc
- Hans Loosli
- Alberto Losa
- Karl Lot
- Otto Ludwig
- Giovanni Lupi
- Erdmann Lüth
- Alfred Lüthi

## M
- Feliciano Magro
- Janos István Magyar
- Erni Maissen
- Daniel Majstorović
- Boris Mancastroppa
- Thomas Mandl
- Neftali Manzambi
- Eduardo Manzoni
- Jean-Pierre Maradan
- Christian Marcolli
- François Marque
- Peter Marti
- Werner Martin
- Slaven Matan
- Bruno Mathez
- Alex Mathys
- Jean-Jacques Maurer
- Kurt Maurer
- Max Mayer
- Enrico Mazzola
- André Meier
- Otto Meier
- Werner Meier
- Riccardo Meili
- Deniz Mendi
- Luciano Merlini
- Djamel Mesbah
- Erwin Meyer
- Bruno Michaud
- Ljubo Miličević
- György Mogoy
- Albert Mohler
- Caspar Monigatti
- Willi Monigatti
- Numa Monnard
- Juan Monros
- Michel Morganella
- Daniele Moro
- Aldo Moscatelli
- Mario Moscatelli
- Dominic Moser
- André Muff
- Serge Muhmenthaler
- Emil Müller
- Eugen Müller
- Hans Müller
- Patrick Müller
- Walter Müller
- Martin Mullis
- Walter Mundschin
- Orhan Mustafi

## N
- Edmond N'Tiamoah
- Peter Nadig
- Koji Nakata
- Paul Nebiker
- Giorgios Nemtsoudis
- Alexander Neufeld
- Harald Nickel
- Andreas Niederer
- Eigil Nielsen
- Đorđe Nikolić
- Paul Nosch
- Walter Notz
- Alex Nyarko
- Hans Nyfeler

## O
- Hansueli Oberer
- Traugott Oberer
- Dimitri Oberlin
- Karl Odermatt
- Rade Ognjanović
- Gabriel Okolosi
- Lars Olsen
- David Orlando
- Max Oswald
- Ahmed Ouattara

## P
- Kwang-Ryong Pak
- Vincenzo Palumbo
- Roland Paolucci
- Joo-ho Park
- Thomas Paul
- Václav Pěchouček
- Pedro Pacheco
- Marco Pérez
- Marko Perović
- Raoul Petretta
- Mladen Petrić
- Siegfried Pfeiffer
- Markus Pfirter
- Ami Pflüger
- Charles Pickel
- Ferenc Plattkó
- Carlo Porlezza
- Dan Potocianu
- Yann Poulard
- Samuele Preisig
- Jean Presset
- Afimico Pululu
- Bernard Pulver
- Gustav Putzendopler
- Karl Putzendopler

## Q
- Alexandre Quennoz

## R
- Bruno Rahmen
- Michel Rahmen
- Patrick Rahmen
- Ivan Rakitić
- Adolf Ramseier
- Peter Ramseier
- Eric Rapo
- Hans Rau
- Otto Reber
- Peter Redolfi
- Sascha Reich
- Ivan Reimann
- Christian Reinwald
- Stefan Reisch
- Joseph Remay
- Alexandre Rey
- Ruedi Rickenbacher
- Ernst Riedener
- Kurt Rieder
- Alwin Riemke
- Roger Ries
- Peter Riesterer
- Hans Riggenbach
- Andre Rindlisbacher
- Rolf Riner
- Dominik Ritter
- Fabian Ritter
- Adolf Rittmann
- Blas Riveros
- Julio Rossi
- Eduardo Rubio
- Felix Rudin
- Guido Rudin
- Dieter Rüefli
- Eugen Rupf
- Aleksandr Rychkov

## S
- Behrang Safari
- Atilla Sahin
- Serkan Şahin
- Mohamed Salah
- Daniel Salvi
- Mirko Salvi
- Walter Samuel
- Othmar Saner
- Peter-Jürgen Sanmann
- Heinz Santor
- Asif Šarić
- Marco Sas
- Dilaver Satilmis
- Franz Sattler
- Gastón Sauro
- Nenad Savić
- Agent Sawu
- Alfréd Schaffer
- Marco Schällibaum
- Fabian Schär
- Hansruedi Schär
- Theodor Schär
- Paul Schaub
- Stephan Schaub
- Louis Schenker
- Emanuel Schiess
- Alfred Schlecht
- Ernst Schleiffer
- Werner Schley
- Dominik Schmid
- Cyrill Schmidiger
- Fritz Schmidlin
- Walter Schmidlin
- Thierry Schmitt
- Fritz Schneider
- Hermann Schneider
- Karl Schneider
- Anton Schnyder
- Rolf Schönauer
- Heinz Schönbeck
- Roland Schönenberger
- Alphonse Schorpp
- Frderico Schott
- Berndt Schramm
- Ludwig Schraut
- Roger Schreiber
- Georges Schreyer
- Markus Schupp
- Pierre-André Schürmann
- Pascal Schürpf
- Silvan Schwager
- Fritz Schweizer
- Thomas Schweizer
- Adrian Sedlo
- Admir Seferagic
- Xherdan Shaqiri
- Ike Shorunmu
- Gerhard Siedl
- Urs Siegenthaler
- Veljko Simić
- Raymond Simonet
- Giovanni Sio
- André Sitek
- Admir Smajić
- Boris Smiljanić
- Gordon Smith
- Yann Sommer
- Guglielmo Spadini
- Paul Speidel
- Hans Spengler
- René Spicher
- Ferdinand Spichiger
- Andreas Spichty
- Kurt Spirig
- Andraž Šporar
- Gottlieb Stäuble
- Renato Steffen
- Andreas Steiner
- Jack Steiner
- Remo Steiner
- Ralph Steingruber
- Markus Steinhöfer
- Christoph Stenz
- Mile Sterjovski
- Kurt Stettler
- Franz Stockbauer
- Hanspeter Stocker
- Valentin Stocker
- Klaus Stöckli
- Oliver Stöckli
- Paul Stöcklin
- Jörg Stohler
- Gerd Strack
- Max Strasser
- Eugène Strauss
- Marco Streller
- Hans Streng
- Ludwig Stroh
- Ernst Stutz
- Werner Stutz
- Néstor Subiat
- Marek Suchý
- Berkay Sülüngöz
- Jürgen Sundermann
- Varadaraju Sundramoorthy
- Thomas Süss
- Hermann Suter
- Urs Suter
- Beat Sutter
- Bruno Sutter
- Max Sutter
- Michael Syfrig

## T
- Samir Tabakovic
- Markus Tanner
- Jean-Michel Tchouga
- Fwayo Tembo
- Kurt Thalmann
- Martin Thalmann
- Ernst-Alfred Thalmann I
- Paul Thalmann III
- Didier Tholot
- Ralph Thoma
- Silvan Thüler
- Dario Thürkauf
- Adama Traoré
- Marco Tschopp
- Felix Tschudin
- Hervé Tum
- Charles Turin

## U
- Mario Uccella
- Daniel Unal

## V
- Tomáš Vaclík
- Germano Vailati
- Carlos Varela
- Adrie van Kraaij
- Veiga
- Renato Veiga
- Rocco Verrelli
- Ulrich Vetsch
- Hanspeter Vetter
- Artur Viehoff
- Vilmar Santos
- Eduard Vogt
- Hans Vogt
- Karl von Arx
- Hans Vonthron
- Kay Voser
- Stjepan Vuleta

## W
- Manfred Wagner
- Marco Walker
- Mathias Walther
- Wolfgang Walther
- Arthur von Wartburg
- Rudolf Wampfler
- Uwe Wassmer
- Leandro Webber
- Alfons Weber
- Ernst Weber
- Hans Weber
- Paul Wechlin
- Alfred Weishhar
- Jörg Wenger
- Peter Wenger
- Werner Wenk
- Bernhard Werner
- Ferdinand Wesely
- Stefan Wessels
- Sandro Wieser
- Leopold Wionsowsky
- Alex Wirth
- Fritz Wirth
- Rudolf Wirz
- Frank Wittmann
- Ricky van Wolfswinkel
- Karl Wüthrich

## X
- Granit Xhaka
- Taulant Xhaka

## Y
- Hakan Yakin
- Murat Yakin
- Gilles Yapi-Yapo

## Z
- Ruedi Zahner
- Reto Zanni
- Ruedi Zbinden
- Ze Maria
- Franz Zeiser
- Willi Zingg
- Romano Zolin
- Ernst Zorzotti
- Jacques Zoua
- Eduard Zuber
- Pascal Zuberbühler
- Dario Zuffi
- Luca Zuffi
- Marco Zwyssig